# Château d'Abondant
Le château d'Abondant, construit au XVIIe siècle dans le style Louis XIII, est situé dans l'actuelle commune d'Abondant dans l'actuel département d'Eure-et-Loir et la région Centre-Val de Loire.

## Historique

### Les premiers propriétaires
Le premier propriétaire dont le nom nous est parvenu est Pierre de Bigot, « seigneur du Fay et de la forêt de Houdan ».
En 1485, Guillaume de La Guiry est mentionné comme seigneur de Fay et d’Abondant, puis en 1560 Jean de Mangot, porte-enseigne de cinquante hommes d’armes des ordonnances du Roi ; la terre passa à son fils Louis, qui la possédait encore en 1618.
Dans le premier quart du XVIIe siècle, Joachim de Bellangreville ou Bellengreville (†1621), Grand prévôt de France, fait l'acquisition de la seigneurie d'Abondant. Sa veuve, Marie de La Noue, petite-fille du célèbre capitaine François de La Noue dit « Bras de fer », l'échange avec soulte en 1645 contre la terre moins importante de Montguichet près de Gagny, avec Jacques Bouchet de Sourches, abbé de Saint-Martin de Trouart.

### Famille du Bouchet de Sourches
C'est vers cette époque qu'est construit le château actuel, qui restera pendant plusieurs siècles dans la descendance de la famille du Bouchet de Sourches.
En 1699, il passa à Louis François du Bouchet de Sourches (1645-1716), Grand prévôt de France, marquis de Sourches, gouverneur du Maine et du Perche en 1670, et célèbre mémorialiste.
Son petit-fils, le courtisan Louis II du Bouchet de Sourches (1711-1788), Grand Prévôt de France, lieutenant général des armées du Roi, qui fera par ailleurs construire à partir de 1756 par l'architecte du Roi Gabriel de Lestrade le château de Sourches à Saint-Symphorien (Sarthe)), transforme le château en faisant appel entre 1747 et 1750 à l'architecte parisien Jean Mansart de Jouy (1705-après 1779), petit-fils de Jules Hardouin-Mansart, Premier architecte du Roi.
Voulant adapter sa demeure aux nouveaux usages, il fait agrandir le corps de logis par deux pavillons symétriques à ses extrémités, construire le bâtiment des cuisines, créer un escalier d'honneur pourvu d'une rampe de ferronnerie et réaliser par de grands artisans parisiens, dans le nouveau pavillon de droite, un grand salon presque carré (9,16 m x 8,70 m, hauteur 4,40 m) aux angles arrondis, ouvrant à six croisées, trois donnant sur le parterre et trois sur le parc (Musée du Louvre, voir supra)[source insuffisante], aux boiseries ornées d'un tissu mural (disparu) à motifs chinois appelé pékin (nom de la soierie à fleurs peintes des six paires de rideaux), et aux dessus-de-porte peints de motifs de jeux d'enfants chinois, la pièce étant destinée à son fils âgé de neuf ans.
La grille de la cour d'honneur, inscrite au titre de monument historique, est timbrée d'une couronne de marquis.
Louis II du Bouchet de Sourches épousa en premières noces la fille du maréchal de Biron, et en secondes noces, Marguerite Henriette de Maillebois, fille du maréchal de Maillebois.
Son fils issu de ce second mariage, Louis François, dit le marquis de Tourzel du nom d’une terre héritée de sa grand-tante, Marie Marguerite d'Alègre (1688-1752), comtesse de Rupelmonde, épouse Louise-Élisabeth de Croÿ de Tourzel le 8 avril 1764 et est nommé Grand Prévôt de France en survivance de son père en 1771. Le couple partage son temps entre Paris, les diverses résidences de la Cour et le château d'Abondant. En 1786, le marquis tué dans un accident de chasse, sa veuve ne se remaria pas et se consacra à l'éducation de ses enfants.
En 1789, à la suite du départ en émigration de son amie intime Yolande de Polastron, duchesse de Polignac, Marie-Antoinette d'Autriche la nomme Gouvernante des Enfants de France ; sous le pseudonyme de baronne de Korff, elle accompagnera la famille royale lors de la fuite de Varennes et en 1792 sera incarcérée avec elle et sa propre fille dans la Tour du Temple, puis emprisonnée à la Prison de La Force.
La duchesse de Tourzel fit construire dans le parc du château un monument en souvenir du Dauphin Louis XVII, à la suite de la visite au château d'un nommé Hervagant qui se présenta comme étant Louis XVII. Il ressemblait tellement à l'« enfant du Temple » et donnait des indications si troublantes que la duchesse finit par le croire.
Lorsqu'il mourut à Bicêtre en 1812, la duchesse le fit inhumer à Abondant ; une urne en pierre blanche de plus d’un mètre de haut avec deux anses à têtes de béliers, conservée dans une charmille du parc appelée « le Jardin du Roi », pourrait être son monument funéraire ; les restes humains qui y furent retrouvés, grâce à un écrit trouvé dans un des cercueils exhumés par le duc des Cars en 1902 et transférés à Saint-Symphorien au début du XXe siècle avec ceux de membres de la famille du Bouchet de Sourches, sont peut-être les siens.
Ayant échappé miraculeusement à la mort, en 1816, sous la Restauration elle fut faite duchesse de Tourzel par Louis XVIII ; après s'être consacrée au souvenir de la famille royale et avoir publié ses Mémoires, elle mourut à 82 ans en 1832 et fut inhumée dans l'église Saint-Pierre d'Abondant.
Le 31 août 1831, Claire de Galard de Brassac de Béarn (1809-1840) épousait Vincenzo Macat-Amat (+ 1850), duc de Vallombrosa, marquis de Morès ; devenue une des beautés de la cour impériale, la duchesse sera peinte par Winterhalter (cf. portrait mis en ligne)[source insuffisante] ; en 1857, ils deviendront les beaux-parents de la petite-fille de la duchesse de Tourzel, Geneviève de Pérusse des Cars (1836-1886).
Quant à Alexandre Léon Luce de Béarn (1771-1844), son gendre depuis 1797, chambellan de l'Impératrice en 1809, comte d'Empire, il fit édifier en 1840 dans l'allée verte du parc de son château de la Rochebeaucourt (Dordogne), en majeure partie détruit, un monument nommé l'Arche de la Vertu en souvenir de son épouse, Marie Élisabeth Pauline du Bouchet de Sourches, dame d'honneur de la duchesse d'Angoulême.

### Famille de Pérusse des Cars
Après l'extinction en 1845 en ligne directe masculine de la branche de Tourzel, le domaine passa à la maison de Pérusse des Cars du fait du mariage (25 juin 1817) d'Augustine Frédérique Joséphine du Bouchet de Tourzel avec le général et homme politique Amédée François Régis de Pérusse, second duc des Cars en 1822 (duc et pair héréditaire en 1830, mais les lettres patentes, préparées en juillet, ne purent être signées. Refusant le serment à Louis-Philippe, il retira sa demande de lettres et devint par la suite représentant du comte de Chambord en France), qui le conserva jusqu'au début du XXe siècle.
Geneviève, duchesse de Vallombrosa, qui fut portraiturée par Alexandre Cabanel et donna son nom à deux roses (en 1875 puis en 1879-1880) mourut au château le 17 octobre 1886, année où son fils, l'aventurier et militant politique Antoine Amédée Marie Vincent, marquis de Morès (1858-1896), revint ruiné des États-Unis en France.
Elle eut trois fils et une fille, Claire Manca-Amat de Vallombrosa (1868-1956), épouse du comte Louis Lafond (elle a été photographiée à côté de sa mère sur un cliché datant de 1870 à 1879 ; photo de la collection du marquis de Morès, mise en ligne par la Historical Society of North Dakota).
Héritant d'Abondant en 1902, celle-ci décida, malgré la désapprobation de son cousin Louis Albert Philibert Augustin, quatrième duc des Cars, de vendre le domaine maternel et fit alors déposer et remonter dans une pièce de son hôtel parisien le décor mural et le mobilier du grand salon : or, Gérard Mabille mentionne que ce sont les décors de deux pièces contiguës, le grand salon et le "salon de pékin", communiquant par une grande double porte, qui furent déposés pour être transportés et remontés (cf. le "plan restitué" du château après 1750 illustrant l'article).
De son côté, le duc des Cars fit acheminer de Paris des cercueils afin de transférer les restes des membres de sa famille de l’église d'Abondant au cimetière de Saint-Symphorien, commune de son château de Sourches.
Dépourvu de ses boiseries, le grand salon fut redécoré dans le style Louis XV, comme en témoigne la carte postale publiée par Mabille qui montre la corniche originelle (disparue), probablement par son acquéreur l'industriel américain Franklin Singer, qui demanda à Achille Duchêne de dessiner un parterre de broderie en buis taillés et graviers colorés dans un vaste boulingrin « en demi-lune » côté parc, marqué au centre par deux escaliers se faisant face accostés de deux vases sculptés, dont le tracé « à la française » subsiste. Au-delà s’étendait un long espace gazonné ou tapis vert, prolongé par une longue perspective axiale qui rejoignait les percées de la forêt de Dreux, et traversant visuellement le château, répondait à la longue allée d'arrivée, enjambant des douves sèches (?) et la grille de la cour d'honneur.

### Henry Herman Harjes
En 1920, le lieutenant-colonel Henry Herman Harjes, banquier américain associé de J.P. Morgan & Co. en France, racheta le domaine, où il forma un équipage de chasse à courre ; sa famille y menant grand train fut très appréciée dans la région, mais elle se vit rapidement endeuillée, car en janvier 1923, au cours d’une chasse durant laquelle Hope Dorothy Harjes, âgée de 25 ans, montait en amazone, son cheval se cabra, elle fit une chute et son crâne heurta une souche qui la blessa mortellement ; la croix de granit gris gravée des mots In memoriam Hope Dorothy Harjes - 5 juin 1898 - 3 janvier 1923 qui fut érigée en forêt de Dreux à cet endroit a subsisté.
En août 1926, Harjes meurt lors d’un match de polo à Deauville. Le château et ses onze hectares de parc sont alors revendus.

### Pannonica de Koenigswarter
Pendant la Seconde Guerre mondiale, devenu propriété de Pannonica Rothschild et de son mari, le commandant Jules de Koenigswarter, le château abrita au printemps 1945 le centre El Alamein de la 1re division française des Forces françaises libres, dirigé par Roger Piedvache.

## Aujourd'hui

### Centre médico-social
En 1951, le domaine fut transformé en établissement médico-social comptant jusqu'à 106 lits, dont 104 médicalisés, sous la forme de cure médicale, dans lequel sont accueillies des personnes âgées qui présentent des difficultés sociales et/ou avec des pathologies invalidantes. Il est alors géré par une association propriétaire du domaine, réunissant des communes des environs d'Anet ; dans le cadre d'accords passés avec l'Organisation internationale pour les réfugiés et le ministère des Affaires étrangères, l'association se consacre à l’accueil de vieillards réfugiés ou apatrides, notamment des « Russes blancs » et, après 1954, des ressortissants du Sud-Est asiatique ; cette obligation d’accueillir des réfugiés apatrides a disparu en 1993.
Depuis 1999, le centre gérontologique reçoit ses pensionnaires dans de nouveaux locaux construits dans l’enceinte du parc du château ainsi que dans l'ancienne orangerie, réhabilitée.

Le château en 2016, avant rénovation
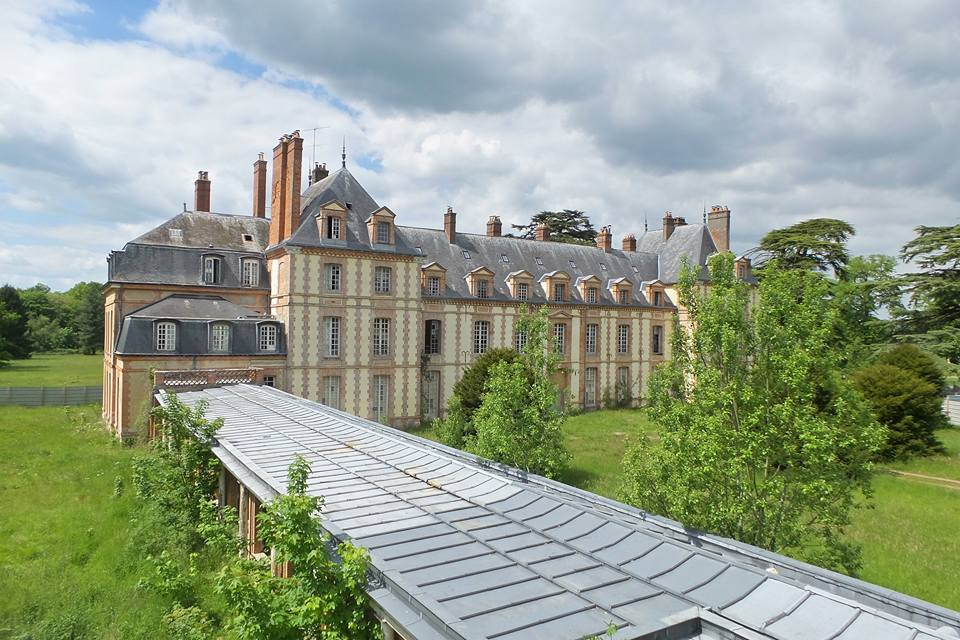
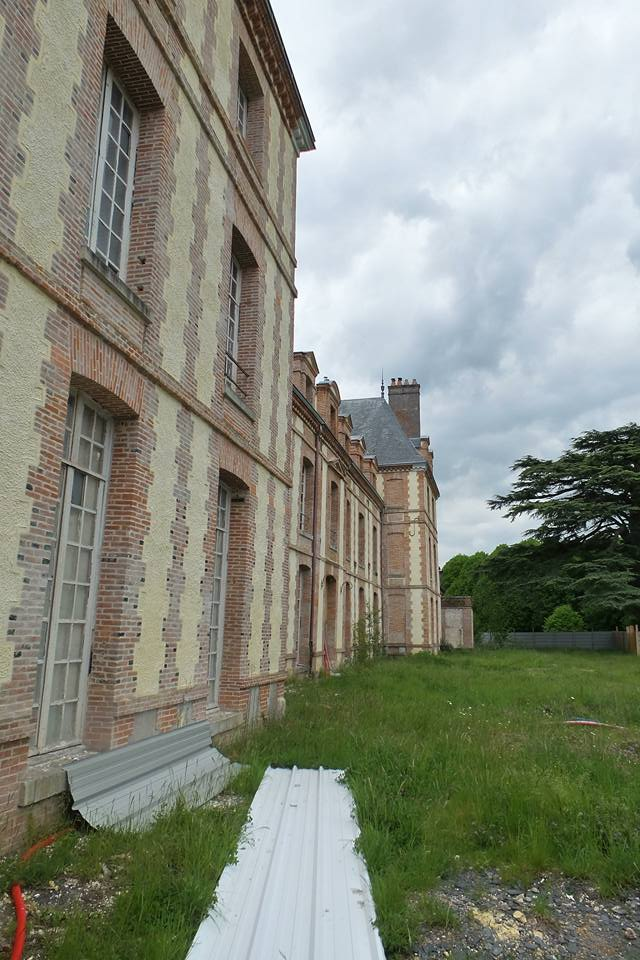
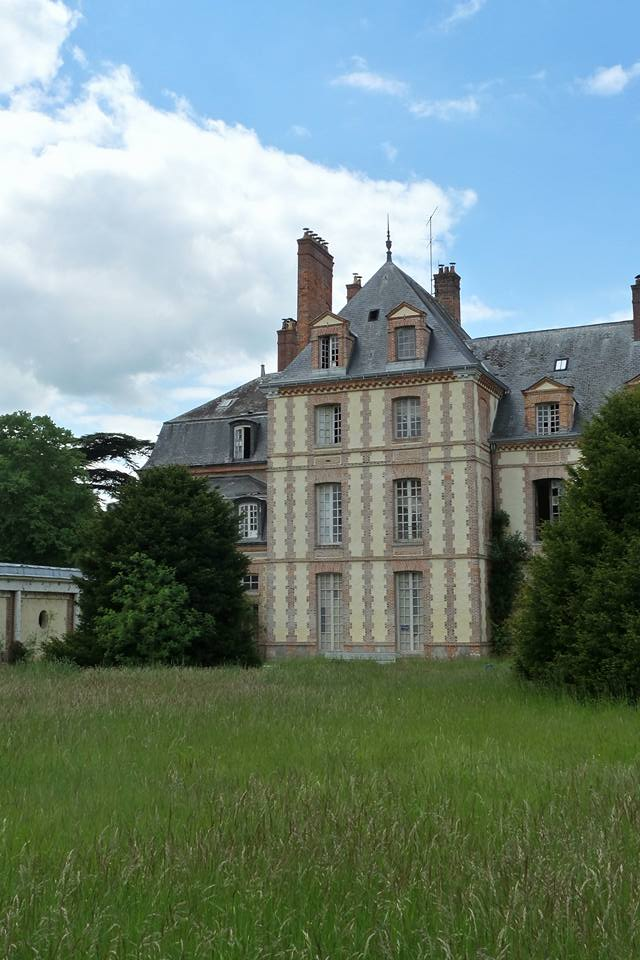
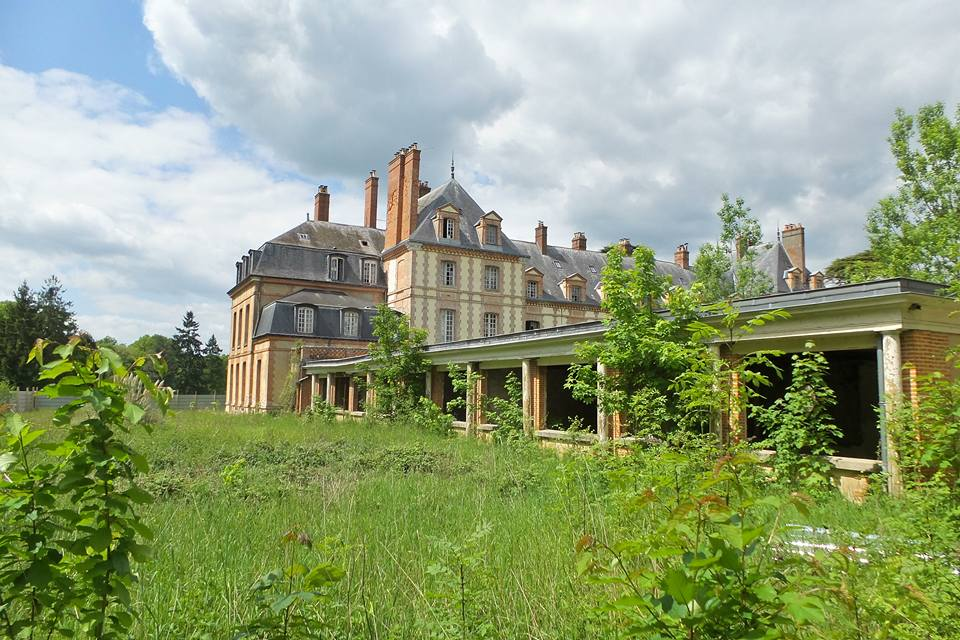
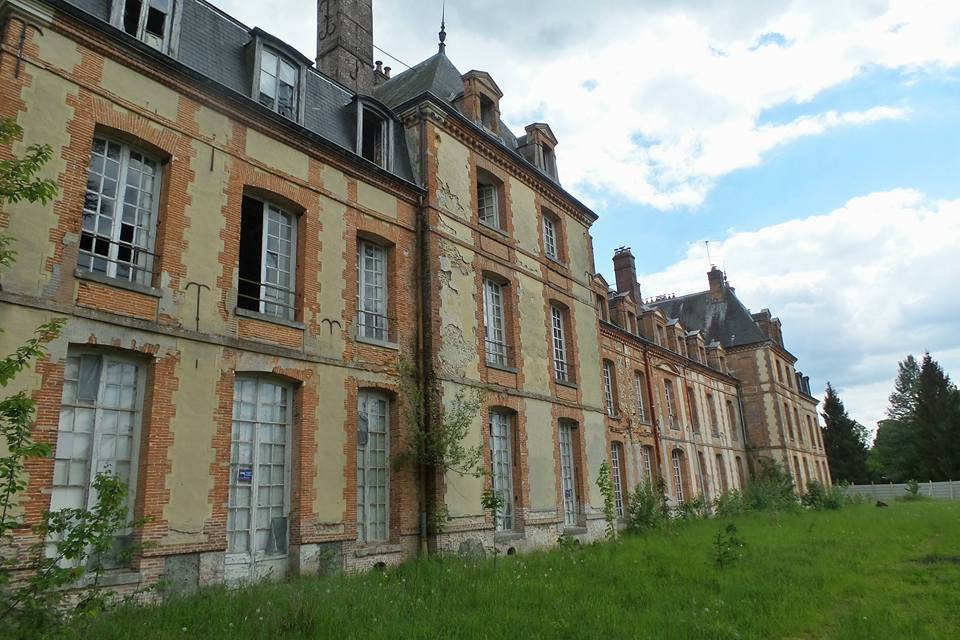
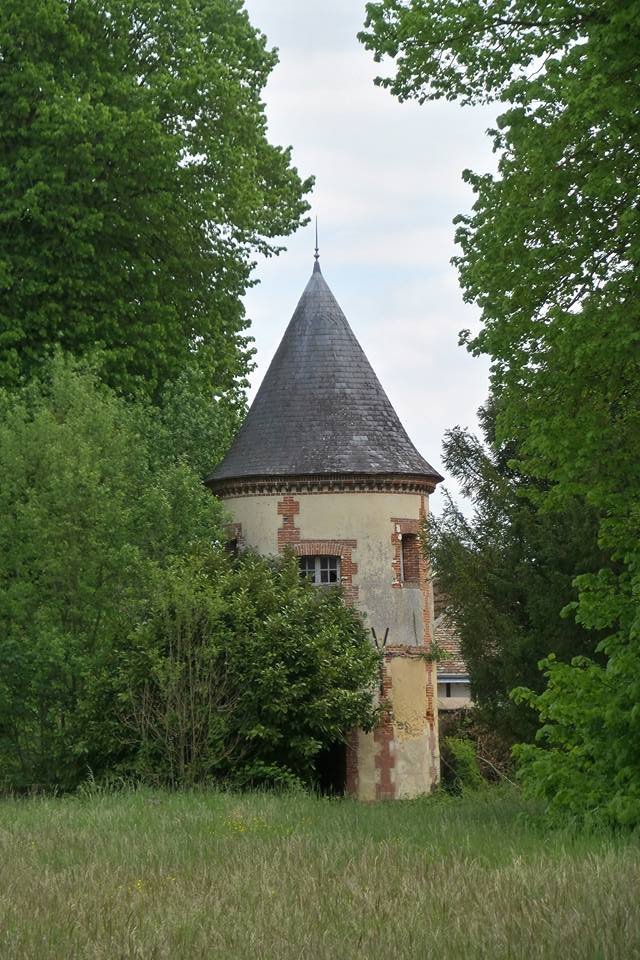

### Logements locatifs
Après une longue période d'abandon, le château est acquis en 2016 par le groupe François 1er, restauré et découpé en 54 logements locatifs,.

### Morcellement et lotissement du parc
En dépit de son inscription à l'inventaire supplémentaire des monuments historiques en 1928, qui impose théoriquement un périmètre de protection de 500 mètres autour du monument, le parc avec ses bois, attenants à la forêt domaniale de Dreux, est démantelé et loti de pavillons à partir de 1965, certains se situant à moins de 50 mètres du château. Le lotissement se poursuit dans les années 2000.
L'avenue en perspective de l'entrée longue de deux kilomètres est également abattue dans les années 1970.

## Décoration intérieure
L'escalier d'honneur, pourvu d'une rampe de ferronnerie, a été créé par Mansart de Jouy entre 1747 et 1750.
La décoration intérieure constitue un ensemble décoratif du milieu du XVIIIe siècle français unique.
Date également de ces importants travaux de mise au goût du jour le "salon de pékin" ainsi nommé :
- soit, en raison des trois dessus-de-porte de jeux d'enfants chinois représentant la musique, la danse, la pêche chinoise, le jeu d'échecs, la balançoire et l'apprentissage de la comédie, peints en camaïeu gris-bleu par Jacques de Sève, dessinateur qui fournit des illustrations pour L' Histoire Naturelle de Buffon, qui orna de motifs chinois d'autres pièces de la demeure.
- soit, selon l'usage de désigner les pièces du nom de leur décor ou de leur couleur dominante, du fait du décor mural textile originel appelé pékin, à motifs également chinois de fleurs et de branchages.

En harmonie avec la couleur de cette partie du château, les lambris, furent peints en vert très clair mêlé de gris et rechampis en chipolin vert d'eau par Jean-François Chevalier, chargé des "peintures d'impression" et collaborateur de Mansart de Jouy, qui les dessina et les fit exécuter à Paris par le menuisier François-Simon Houlié (1710 ? - 1787), avant d'être expédiés sur place; Mabille précise que le sculpteur des ornements de style Rocaille est inconnu.
Ils étaient assortis à une cheminée en marbre de Sarrancolin sculptée par le marbrier du Roi Louis Trouard, et à un meuble (mobilier) livré par le menuisier Michel Cresson, comprenant quatre consoles « se répondant deux à deux », deux bergères et deux canapés dont - détail raffiné suggéré par Jacques-François Blondel - le centre du dossier était incurvé afin d'épouser le cadre inférieur des boiseries, et quatre fauteuils dits « à la Reine » ; tous les six sièges étaient garnis d'une broderie de soie au petit point sur canevas ; ce mobilier, inventorié notamment en 1751, 1757, 1783 et 1786, resta en place jusqu'en 1902.
Deux de ces fauteuils probablement décapés et dépourvus de leur garniture d'origine réapparurent lors de la vente de la collection Jacqueline Delubac à Paris le 16/03/1998 (n° 43 du catalogue) ; leur revers conservait des traces de peinture verte semblable à la couleur d'origine visible sur les autres sièges (une autre partie de ce mobilier était alors conservée par "la descendance").
En 1887 l'architecte Hippolyte Alexandre Gabriel Walter Destailleur (Mabille écrit d'Estailleur) dressa un plan du salon (Archives Nationales)[source insuffisante], qui est par ailleurs représenté à cette époque sur une rare photographie (coll. Association de Sauvegarde de l'ancien domaine de Crécy) qui montre, sous le lustre originel en bronze argenté et cristal (accompagné d'appliques en fer blanc et fleurs d'émail « au naturel ») un ameublement du XIXe comprenant au centre une borne capitonnée surmontée d'un palmier... ce qui laisse supposer que le mobilier de Cresson, peut-être jugé alors trop précieux ou pas assez confortable, fut déplacé ou remisé.
Après 1903 c'est dans un espace spécialement conçu pour le recevoir au premier étage de l'hôtel parisien de la comtesse Lafond (37, rue de Villejust, depuis Paul-Valéry) par un architecte inconnu, qui fit poser une frise surmoulée (selon Bruno Pons) sur celle créée en 1709 par Boffrand à l'hôtel de Mayenne sous un plafond surhaussé "en calotte" (alors que  celui du salon d'Abondant était plat), que fut habilement remonté cet ensemble décoratif quasi complet des années 1750 illustrant à la fois le goût récurrent des élites pour l'Exotisme et "l'assagissement du style Rocaille" (Muriel Barbier, département des Objets d'Art du Musée du Louvre). Une importante (2,50 m x 4 m) peinture provenant du château, représentant le passage du Pô par le maréchal de Maillebois en 1746, signée de Rainville, fut marouflée pour être placée dans la salle à manger, et l'escalier d'honneur de l'hôtel reçut une réplique de la belle rampe en fer forgé de celui d'Abondant.
En 1955 cet ensemble fut à nouveau déplacé pour être remonté dans l'espace plus réduit d'une autre demeure parisienne de Mme de Lafond, square Jasmin qui entraîna certaines altérations (diminution d'une porte et de trois panneaux, perte de la corniche et de quatre des onze traverses à agrafes surmontant les fenêtres)... d'où elle fut démontée une troisième fois vers 1982 avant que son achat soit proposé en 1988-1989 au Musée du Louvre, à qui les laboratoires Lafon offrirent finalement boiseries, cheminée et mobilier, qui présente depuis mars 1994 les boiseries remontées dans leur intégralité (reconstituée) la cheminée en marbre Sarrancolin, le lustre, les quatre consoles, les deux canapés et les deux bergères ; six chaises de même origine, portant l'estampille de Michel Cresson, viennent compléter l'ensemble en 2019.

## Protection
- Le château et sa grille d'entrée en fer forgé (cad. F) ont été inscrits au titre de Monument historique par arrêté du 8 septembre 1928[1].

### Sources
- Michel Gallet, Les architectes parisiens du XVIIIe siècle (Paris, Éditions Mengès, 1995  (ISBN 2856203701)) ;
- Jean-Marie Pérouse de Montclos (dir.), Le Guide du patrimoine. Centre, Val de Loire (Paris, Hachette, 1995  (ISBN 2-01-018538-2)) ;
- Henry Soulange-Bodin, Les châteaux anciens de France. (Paris, Contet,1925) ;
- Henry Sorensen in Connaissance des Arts, janvier 1970, p. 68-69, ill.